# Molho XO
Molho XO (em chinês tradicional: XO醬, XO jiàng) é um molho picante feito a partir de frutos do mar, que se originou em Hong Kong. 
Apesar de sua origem, ele é mais comumente usado em receitas e consumido nas regiões do sul da China, como na província de Guangdong. 

## Origem
O molho foi desenvolvido ao longo da década de 1980, em Hong Kong, para ser utilizado em pratos da culinária cantonesa (por conta da grande população cantonesa na região). O molho era originalmente feito de frutos do mar (vieira, camarão e polvo, frescos ou secos) cortados em pedaços irregulares, e posteriormente cozidos com pimentas chilli, cebola e alho. Ele é similar em ingredientes ao molho Shacha da região de Fujian, que utiliza apenas camarões secos em sua preparação. A origem do molho XO é frequentemente creditada ao restaurante de comida chinesa Spring Moon, localizado no hotel the Peninsula Hong Kong; no entanto, também existe uma versão de sua história que coloca sua origem na área urbana de Kowloon.

## Etimologia
O nome molho XO vem da denominação de conhaques finos "XO" (extra-old; lit. extra envelhecido), que é um tipo de bebida destilada ocidental bastante popular em Hong Kong, e considerado por muitos como um produto chique e refinado. Além disso, o termo XO é usado frequentemente na cultura popular de Hong Kong para denotar alta qualidade, prestígio e luxo à coisas em geral. As embalagens de molho XO são comercializadas da mesma forma que os conhaques franceses, usando esquemas de cores similares e fontes sóbrias, para remeter à bebida original.
Pelo uso de ingredientes finos e embalagens de alto padrão, o molho costuma ser de preço relativamente caro; a edição chinesa da revista Vogue chegou a se referir ao condimento como "caviar oriental".

## Ingredientes
Ingredientes típicos para a preparação do molho XO incluem vieiras secas (conpoy), pimenta vermelha, camarões secos, presunto Jinhua (tipo de presunto curado chinês), alho e óleo de canola. Algumas outras versões da receita também utilizam peixes curados e salgados e cebola cortada em pedaços.
Apesar do nome e da identidade visual dos molhos comercializados serem referências às embalagens de conhaque ocidentais, a bebida não é utilizada na preparação do molho.

## Uso culinário
O molho pode ser usado como um condimento para acompanhar pratos principais, ou usado na preparação de alimentos para melhorar o sabor de peixes, carnes e legumes, e outros alimentos que tenham o sabor relativamente neutro, como tofu ou macarrão.